# Jakob Adlhart (Bildhauer)
Jakob Adlhart d. J. (* 1. April 1898 in München; † 12. August 1985 in Hallein) war ein österreichischer Bildhauer.

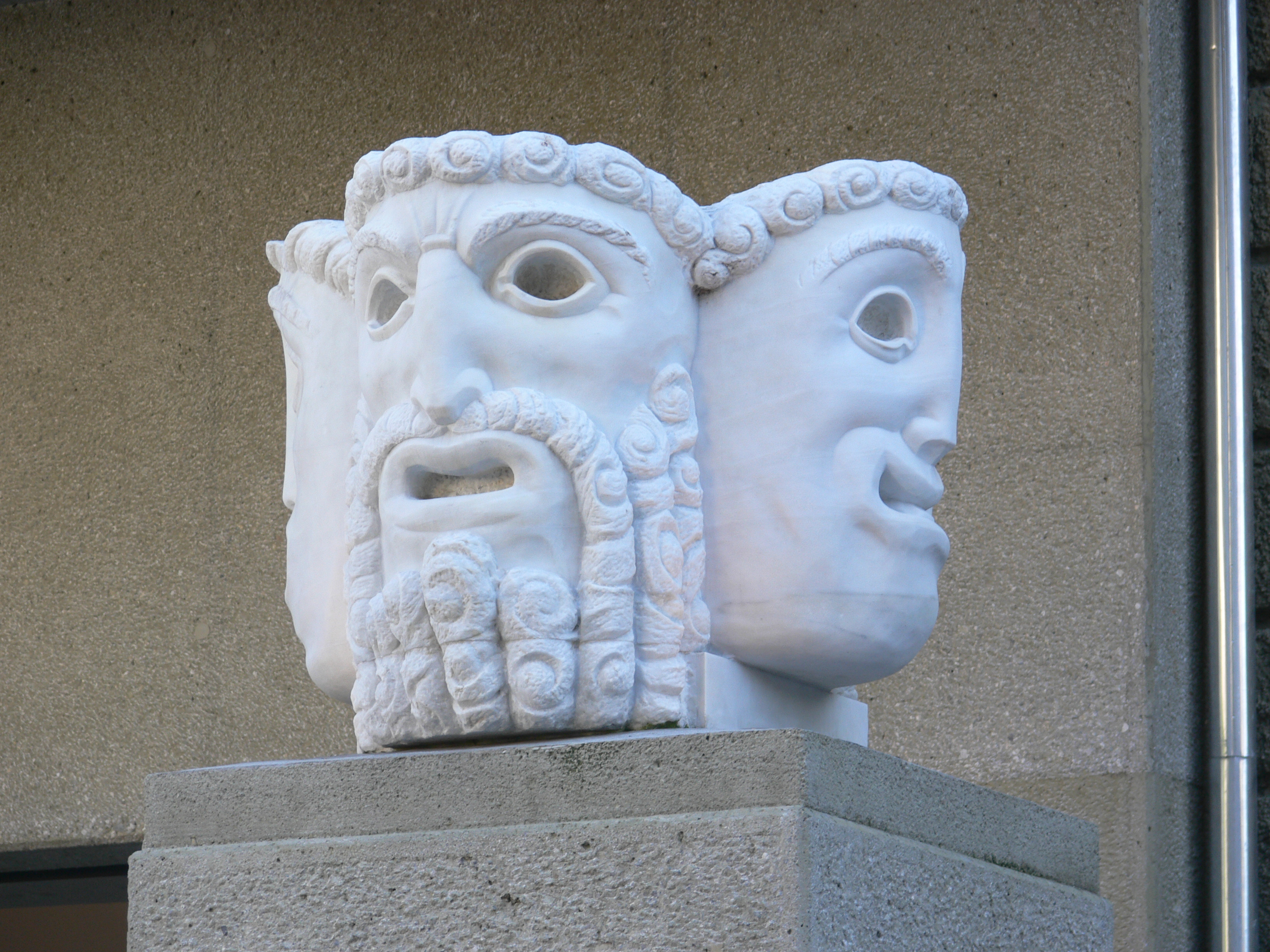
Masken am Salzburger Festspielhaus

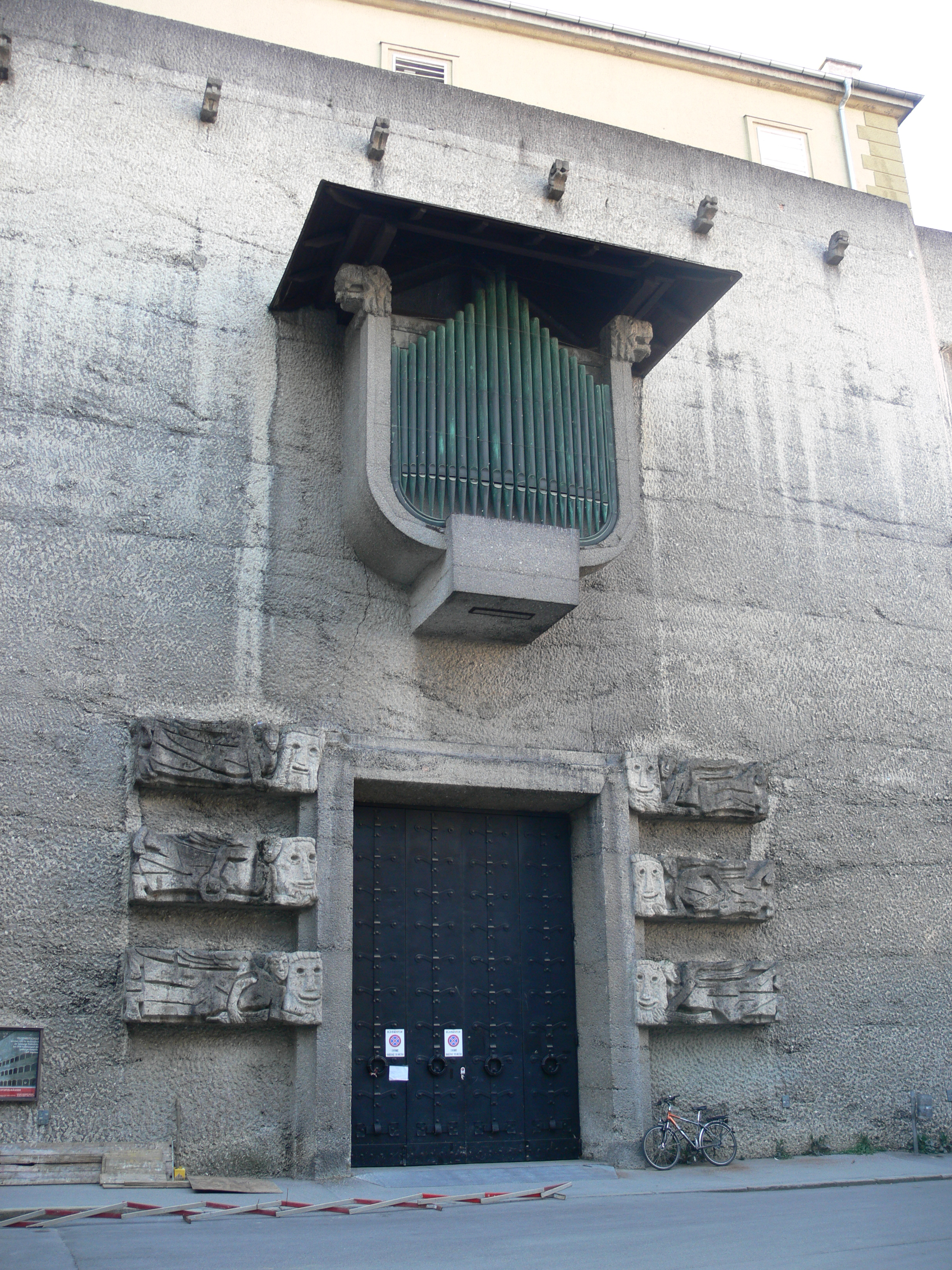
Sechs Genien im Toskaninihof. Haus für Mozart, Salzburg

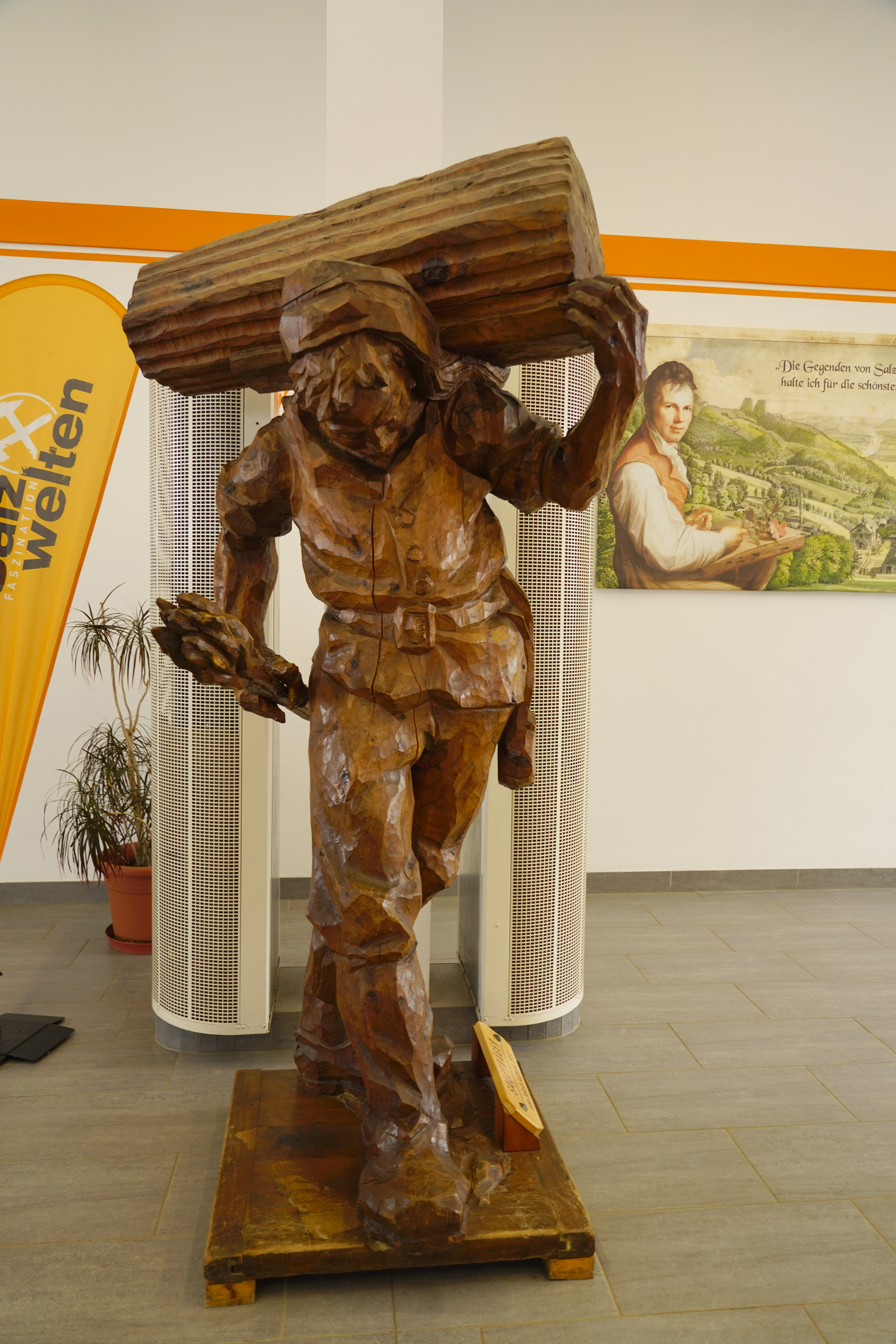
Salzträger

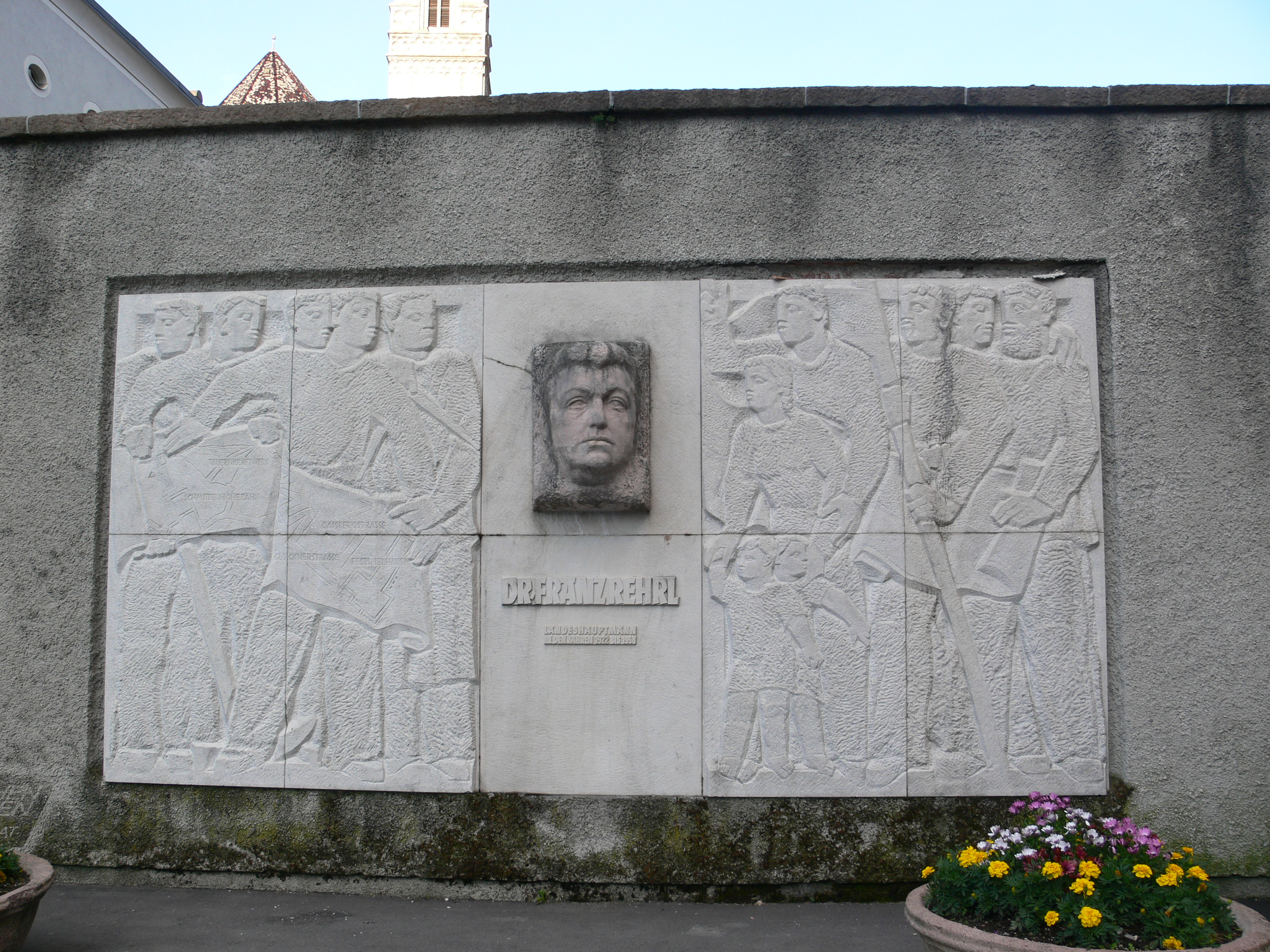
Denkmal Franz Rehrl. Salzburg

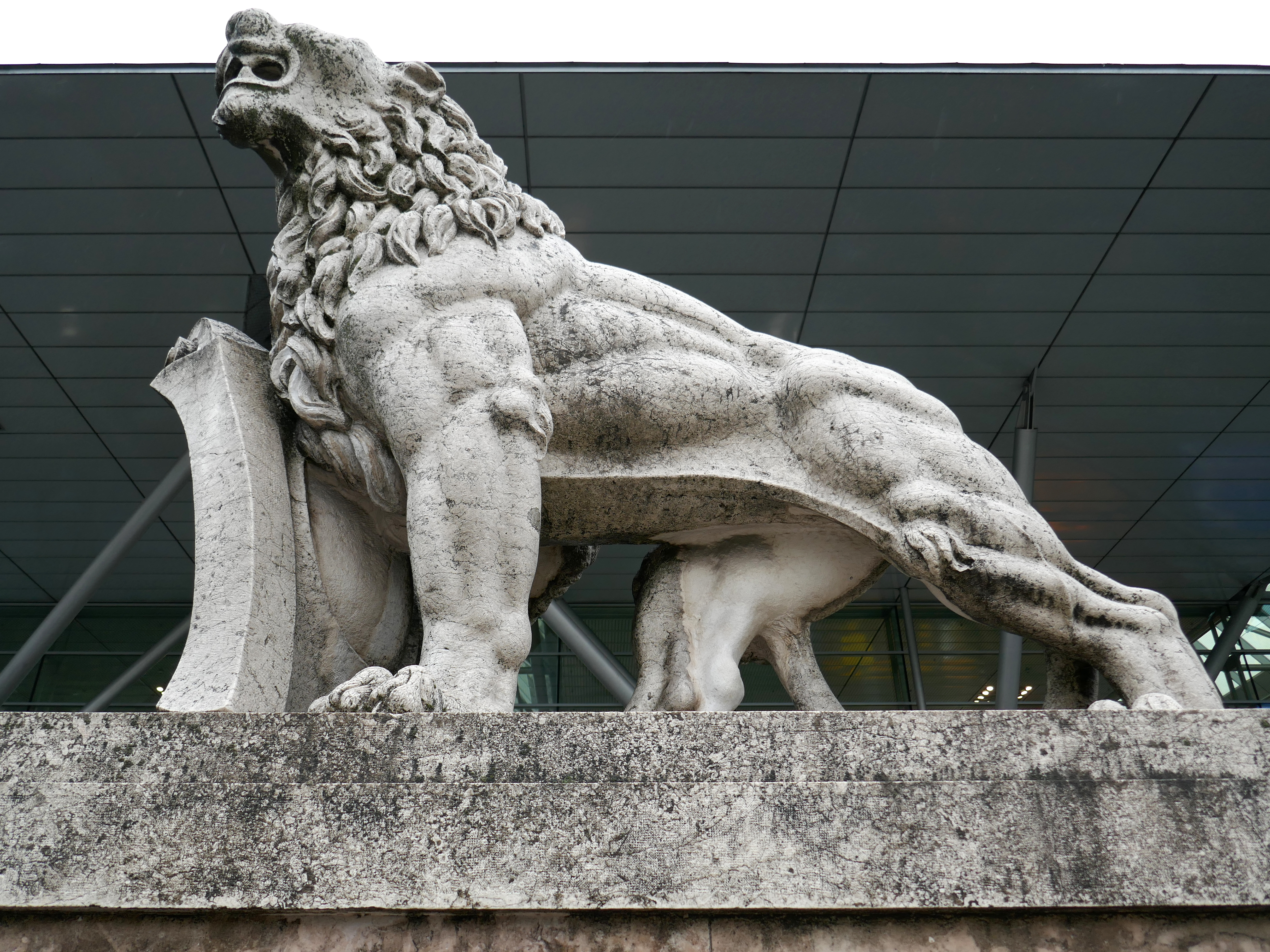
Hauptbahnhof Linz

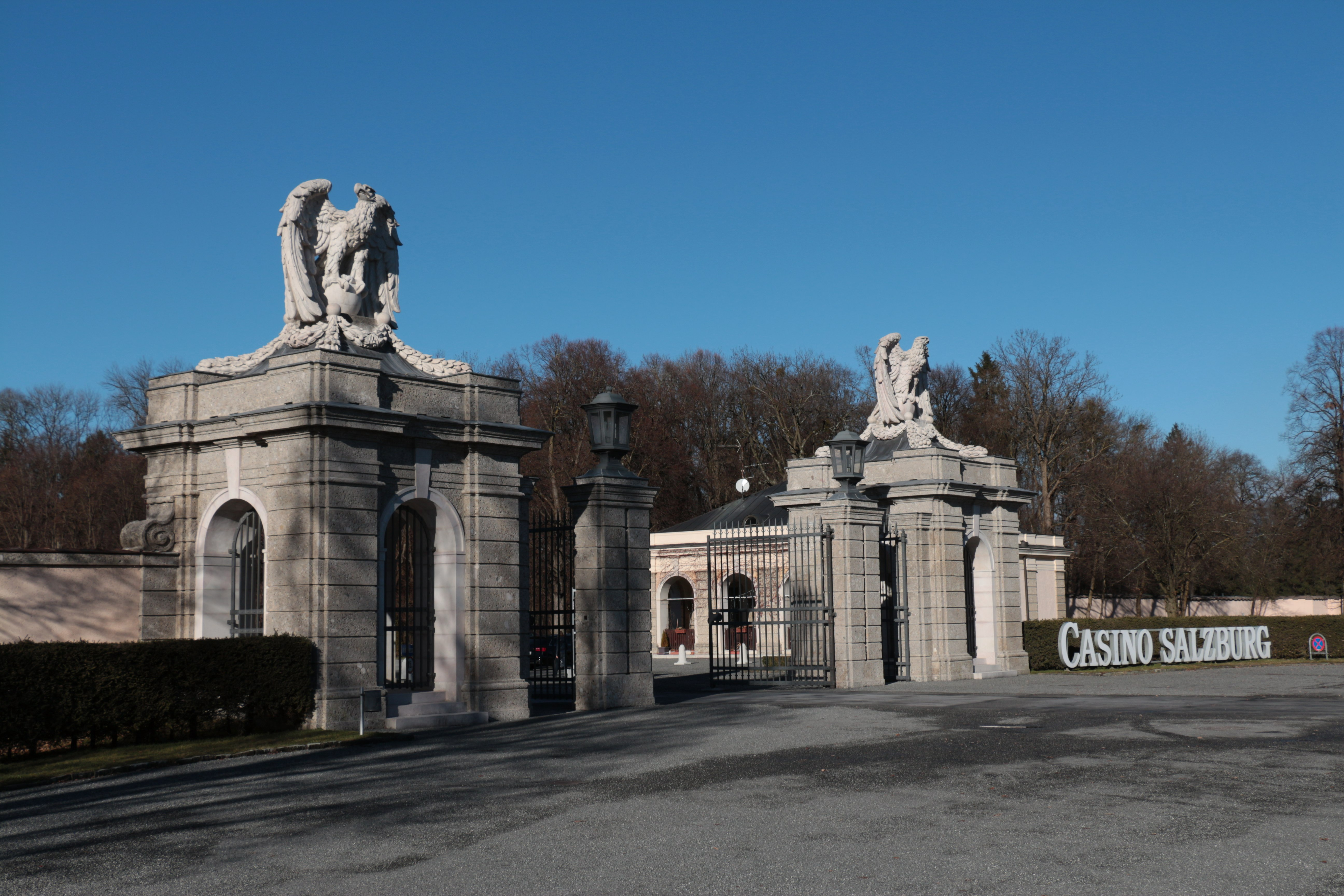
Schloss Kleßheim Salzburg. Adlerskulpturen von J. Adlhart

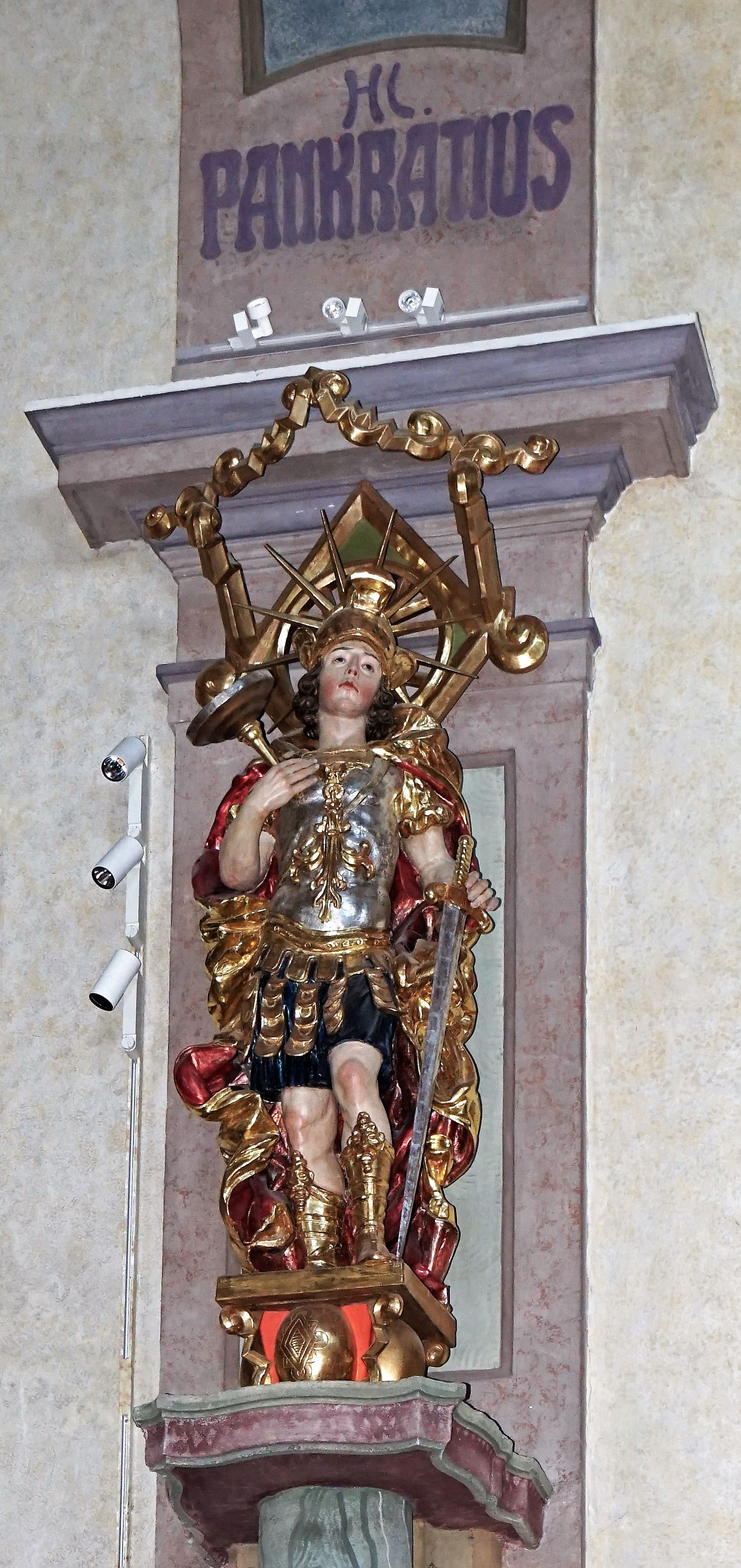
Pfarrkirche Obertrum, Statue des hl. Pankratius v. J. Adlhart

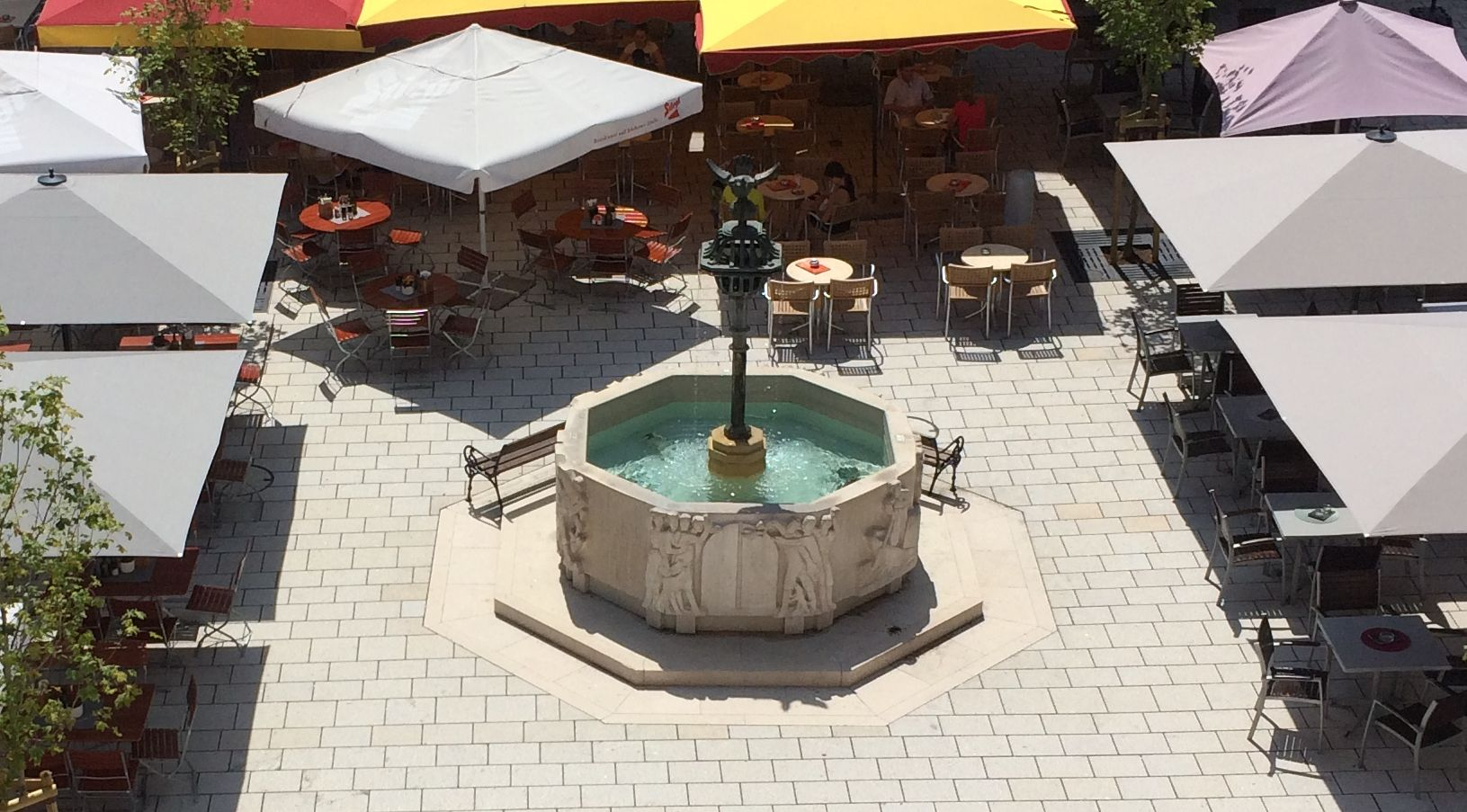
Zeiserlbrunnen am Bayrhamerplatz in Hallein

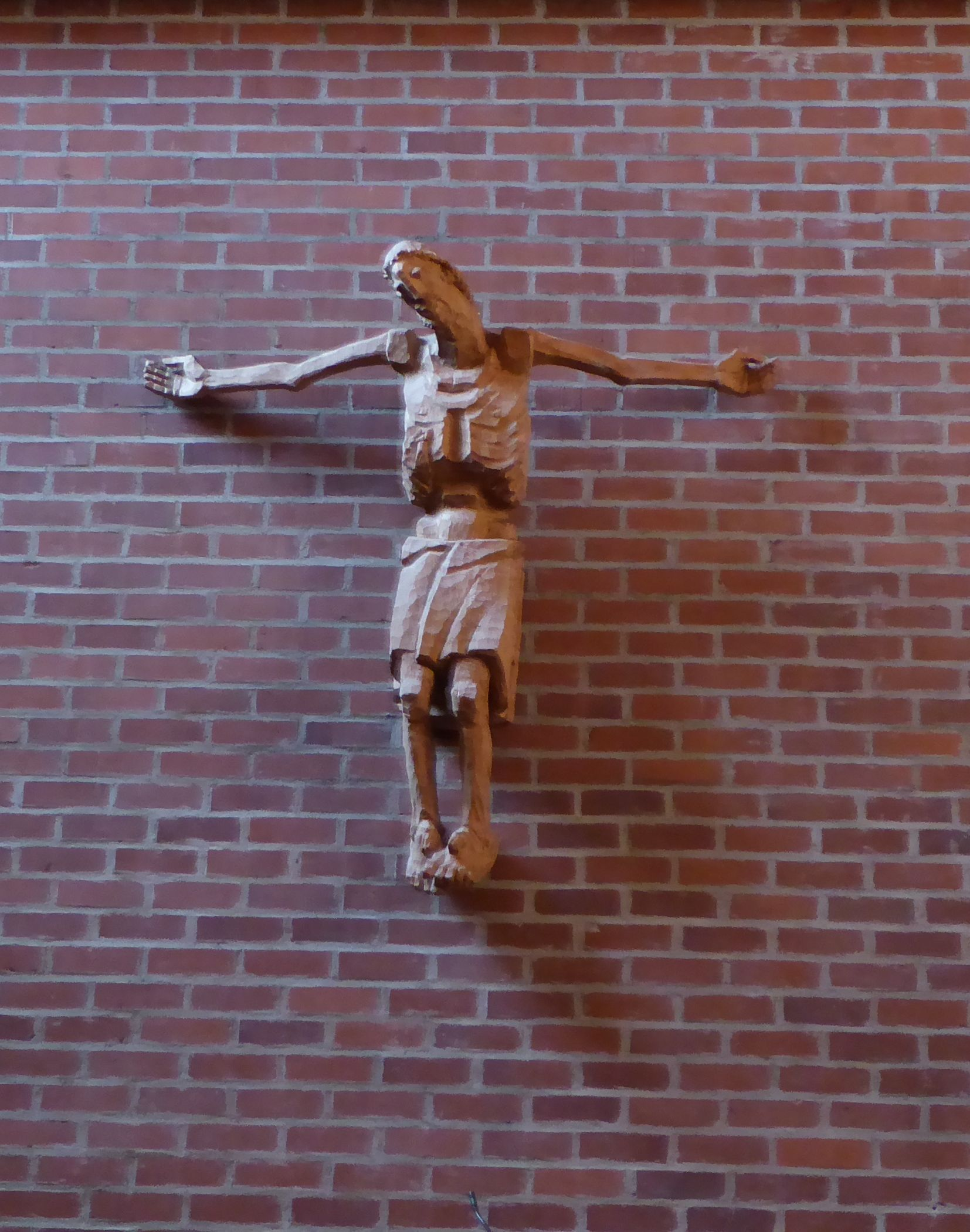
Kreuz in der Schaitbergerkirche in Hallein

## Leben

### Kindheit und Jugendalter
Jakob Adlhart d. J. tätigte seine ersten Schnitzversuche in der Werkstatt seines Vaters Jakob Adlhart d. Ä. in Gröden, wo er von 1904 bis 1909 die Volksschule in St. Ulrich besuchte. Er wuchs als „Grödner Bub“ heran und sprach neben seiner Muttersprache auch perfekt Ladinisch. Im Mai 1909 übersiedelte seine Familie in die Tennengauer Bezirksstadt Hallein, wo sein Vater das leerstehende Gebäude der ehemaligen Bildhauerschule, das Cordon-Haus, erworben hatte. Alois Zwerger (1872–1947), ein Neffe Joh. Bap. Zwergers, der an der Bildhauerschule Hallein unterrichtete, ermöglichte ihm in der Zeit zwischen 1909 und 1912, neben der Bürgerschule auch an der Bildhauerschule zu hospitieren.

### Erster Weltkrieg
1914 durfte er zu seinem Vater nach Dalmatien, auf die Insel Vis (ital. Lissa), nachkommen und bei Restaurierungsarbeiten mithelfen. Diese Studienreise wurde durch den Ausbruch des Ersten Weltkrieges beendet. Mit kaum 18 Jahren erreichte Jakob Adlhart die Einberufung zum Militär. Noch vor Ende des Krieges arbeitete Adlhart in Wels in einer eigenen kleinen Werkstätte, wo er im Stil der Secession Rahmen für die Frontdarstellungen der Kaiserschützen schnitzte. Im Frühjahr 1919 löste er die Werkstatt in Wels auf und ging wieder nach Hallein.

### Studium und Betriebsübernahme
Im Jahr 1914 übernahm Max Domenig, ein Schüler Franz Barwigs d. Ä., die Leitung der Adlhartwerkstätte. Bei einem Besuch Barwigs in Hallein wurden bereits Pläne über ein Bildhauerstudium in Wien geschmiedet, wobei Barwig aufgrund seines baldigen Ruhestandes von diesen Plänen abriet.
1920 trat er dem Salzburger Kunstverein bei, in diesem Jahr übernahm er auch die Leitung der Halleiner Werkstätten für Kirchliche Kunst und Kunstgewerbe und studierte anschließend von 1921 bis 1923 bei Anton Hanak an der Wiener Kunstgewerbeschule. An den Wochenenden pendelte er von Wien nach Hallein, um sich um seine Bildhauerwerkstatt zu kümmern, in diesen Jahren arbeitete der Hanakschüler Roland von Bohr bei ihm, wobei sein „Stellvertreter“ der Südtiroler Arthur Rauch war. Zur Finanzierung seines Studiums in Wien arbeitete Jakob Adlhart neben seiner Ausbildung in einer Möbelfabrik.

### „Adlhart-Kreuz“ und Madeira

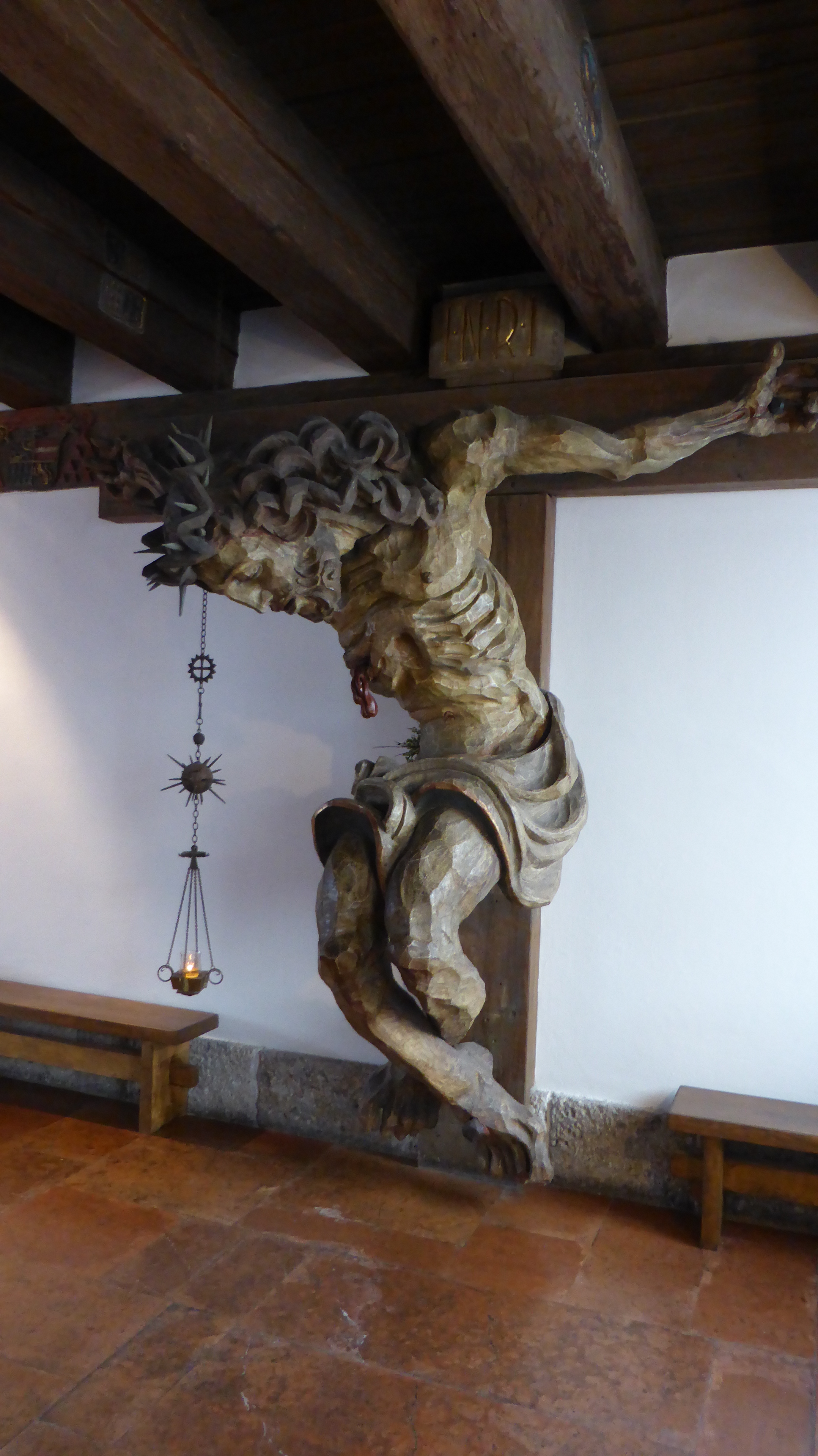
Adlhart-Kreuz 1925

Das expressionistische Kreuz, mit dem er „über Nacht berühmt“ wurde, schuf Adlhart 1925. Es wurde 1926 in der Eingangshalle des Kollegs St. Benedikt der Erzabtei St. Peter, zur Eröffnung des Kollegs, in der Stadt Salzburg präsentiert.
1925 erlernte Jakob Adlhart in einem dreiwöchigen Kurs an der Wiener Staatsoper das Modellieren mit Papiermaché, denn für das „Große Welttheater“ von Hugo von Hofmannsthal im Salzburger Festspielhaus gab es einen Auftrag für das Bühnenbild. In diesem Jahr erhielt er die Einladung, Entwürfe für die Neugestaltung der Grabkapelle von Kaiser Karl I. auf Madeira auszuarbeiten. Mit seinen Jugendstilentwürfen fand er Anklang und wurde im November 1927 nach Madeira geschickt, „... um die Grabkapelle studieren zu können“. Auf der Rückreise über Paris besprach er auf einem Schloss in Luxemburg mit der Exkaiserin Zita die Gestaltungspläne und es wurde vereinbart, ein Modell mit den besprochenen Abänderungen auszuarbeiten.

### Neustart nach Brand des Cordon-Hauses
Zurück in Hallein wurde er mit der Tatsache konfrontiert, dass am 13. Dezember 1927 sein Haus „... bis auf die Hauptmauern und die schweren Gewölbe...“ abgebrannt war. Das Warendepot im geräumigen Dachstuhl des Cordon-Hauses war zusammen mit dem Dachstuhl verbrannt, ebenso das Nebengebäude, in dem Lager und Werkstätten eingerichtet waren. Für den Neustart musste zuerst mit dem Wiederaufbau der verlorenen Gebäude begonnen werden.

### Familiengründung
1929 heiratete er seine Frau Berta, geborene Strohmayer. 1930 wurde der erste Sohn geboren, 1936 kam der zweite zur Welt.
1931 ergaben sich Aufträge durch Clemens Holzmeister in München, dort traf er auch mit Anton Faistauer und Karl Bodingbauer zusammen. In Fusio, in der Schweiz, ergab sich der Auftrag, einen Kreuzweg zu gestalten. In diese Zeit fiel auch die endgültige Absage des Grabmalprojektes auf Madeira, und zwar aus politischen Gründen.
1937 entstanden in Zusammenarbeit mit Clemens Holzmeister Adlharts Werke am Salzburger Festspielhaus. 

### Nationalsozialismus
Die Betongüsse an der Fassade beim Toskaninihof, die sechs Genien und auch der Vier-Masken-Kopf von 1926 missfielen den neuen Machthabern in Salzburg als „entartet“. Die Genien wurden zerschlagen und der Maskenkopf abmontiert und bei der Firma Marmor Kiefer in Oberalm gelagert. Adlhart kam allerdings wieder über seinen Schwager, den NS-Architekt und Salzburger Gau-Siedlungsplaner Otto Strohmayer, zu Aufträgen, so erhielt er 1941 aus Berlin den Auftrag, vier Löwen nach Entwürfen des Architekten Tamms für die Salzburger Staatsbrücke zu schaffen. Zwei wurden ausgeführt und nach dem Krieg nach Linz verkauft, wo sie heute vor dem Bahnhof stehen.
1943 erfolgte die Einberufung zur Wehrmacht nach Bregenz. 1944 war er an der Ostfront in Galizien. Am 13. Februar 1945 war Adlhart in Dresden und erlebte in einem Luftschutzkeller die Bombardierung der Stadt.
1946 wurde der dritte Sohn geboren. Auch der Vier-Masken-Kopf, das Markenzeichen der Salzburger Festspiele, wurde in diesem Jahr wieder aufgestellt.

### Kunstgemeinschaft Tennengau
Jakob Adlhart wurde 1947 zum Präsidenten der neu gegründeten „Kunstgemeinschaft Tennengau“ gewählt, deren Ziel war die Aufnahme künstlerischer Aktivitäten in der alten Salinenstadt Hallein. In den folgenden Jahren rissen die Aufträge für große Einzelplastiken nicht mehr ab. Zahlreiche Aufträge für die Kirche folgten, die Martins-Figur im Eisenstädter Dom, das Wappen des Erzbischofs Rohracher und das Domherrengestühl, das große ununterbrochene Reliefband für das Chorgestühl in Salzburg. Letzteres verhalf Jakob Adlhart zu weiteren Aufträgen, die er für die Schönsten seines Schaffens zählte.

### Reisen und wichtige Aufträge
1958 bereiste er Südtirol, Marina di Massa und Dalmatien, dort entstanden einige seiner Aquarelle. 1959 folgte eine Reise in die USA, wo er Museen besuchte und vor allem von der Architektur beeindruckt war. Zu seinen interessantesten Aufträgen zählt er die Ausführung eines Chorgestühls in Tübingen, das 1962 als Reliefs entstanden. Danach folgten Arbeiten in Salzburg, in Mainkofen in Niederbayern und in Tacherting / Oberbayern, in Fischbach bei Nürnberg und dann 1965 in Eisenstadt. Beim Auftrag für den Eisenstädter Dom arbeitete er mit seinem zweiten Sohn, dem Architekten Jakob Adlhart, zusammen. Das Chorgestühl für den Kaiserdom von Speyer wurde von Auftrag 1966 bis zur Ausführung 1969 realisiert. 1968 entstand die Idee eines „Zeiserlbrunnens“ für die Stadt Hallein. Dieser steht heute am Hauptplatz der Stadt, am Bayrhamerplatz.
Anlässlich seines 75. Geburtstages fand 1973 eine Werkschau in Salzburg statt, zirka 50 Exponate wurden im „Romanischen Keller“ am Waagplatz gezeigt. 1978 fand die Enthüllung des drei Meter hohen Andreas-Hofer-Denkmals auf dem Südtirolerplatz in Wien statt, eine Natursteinarbeit aus Laaser Marmor.
Mit Genugtuung erledigte er im selben Jahr den Auftrag, die 1938 zerstörten Genien auf dem Festspielhaus in Salzburg wieder herstellen zu dürfen.

## Werke
Adlhart schuf vor allem Holzplastiken für Kirchenausstattungen in Salzburg, Oberösterreich und Süddeutschland. Am Höhepunkt seines Schaffens in den 1920er und 1930er Jahren schuf Adlhart seine monumentalen Arbeiten für das Stift Sankt Peter (Kruzifix, 1925) und in Zusammenarbeit mit Clemens Holzmeister für das Kleine Festspielhaus (marmorne Mimenmaske über dem Haupteingang, 1926, Steinreliefs mit maskentragenden Genien und figuraler Schmuck der Mönchsbergstiege, 1936/37) in Salzburg. Kurz vor seinem Tod hat er zwei Medaillons für die Kirche des Klosters St. Anna Riedenburg vollendet. Das Kruzifix in der Dekanatspfarrkirche Saalfelden, beide Seitenaltäre (Marienaltar, Hl. Familie) sowie acht Holzstatuen sind ebenfalls von Adlhart.
Für die Pfarrkirche Obertrum am See
- 1922: Statue des hl. Michael für den Korb der Kanzel
- 1924/25: Figuren im Langhaus
- 1929: Plafond
- 1929: Christusstatue für das hl. Grab
- 1935: Doppelempore
- 1935: Orgelgehäuse
- 1956/57: Hochaltar als Figurenensemble (nach dem neogotischen Marienaltar im Stift Nonnberg)
- 1961: Kreuzwegreliefs
- 1961: Krippe
- 1965: Kruzifix in der Priestergruft

Weitere Arbeiten
- 1925/26: Statuen der Heiligen Barbara und Antonius auf hohen Sockeln unter der Orgelempore in der Pfarrkirche Berndorf (NÖ)
- 1930: Seitenaltäre der Pfarrkirche St. Margaret in Landshut
- 1941: Löwen vor dem Linzer Hauptbahnhof (ursprünglich für die Salzburger Staatsbrücke geschaffen, nach 1945 in Linz aufgestellt)
- 1942: Adlerfiguren auf den Torpavillons von Schloss Kleßheim
- 1951: Marienstatue und Herz-Jesu-Statue in der Herz-Jesu-Kirche (Bilsdorf)
- 1952/1976/1979: Figuren der Pfarrkirche Wagrain
- 1953: Figurengruppe des Kriegerdenkmals in Bad Vigaun
- 1953: Hochaltar und die reliefierten Seitenflügel des Hochaltars der Preimskirche in Bad Gastein
- 1961: Kruzifix und sechs Engel am Hochaltar der Kapelle Kuranstalt Dürrnberg
- 1966: Tympanon am Kirchturm der Stadtpfarrkirche in Hallein, Betonrelief
- 1968: Zeiserlbrunnen in Hallein
- 1969: Kruzifix für die Schaitbergerkirche in Hallein
- Christophora für die Klosterkapelle der Eucharistieschwestern Salzburg[8]
- 1978: Andreas-Hofer-Denkmal in Wien-Wieden am Südtiroler Platz
- 1980: Volksaltar der Preimskirche in Bad Gastein